# Curimãs
Curimãs is een dorp gelegen aan de kust van de staat Ceará, Brazilië, behorend tot het district Flecheiras, in de gemeente Trairi . Het bevindt tussen het dorp Guajiru en de Trairi-rivier .

## Geschiedenis
Archeologische vindplaatsen in het gebied duiden op menselijke aanwezigheid sinds minstens 3460 v.Chr.  Curimãs ontstond in de 17e eeuw als een nederzetting van de Tremembé-bevolking. 

## Geografie
Curimãs ligt in een gebied met mobiele en vaste duinen, kenmerkend voor de kust van Ceará.
De vegetatie rond Curimãs is typerend voor overgangsgebieden tussen restinga en caatinga, en het overheersende klimaat is semi-aride tropisch, met periodes van regen geconcentreerd in de eerste maanden van het jaar.

## Infrastructuur
Curimãs heeft geen verharde wegen. De gemeenschap is verbonden door een onverharde weg die haar verbindt met de stad Cana Brava, waar Estrada Cana Brava eindigt en toegang biedt tot de zetel van de gemeente.
In 2021 werd de aanleg van de eerste (onverharde) weg voltooid die Curimãs rechtstreeks met Guajiru verbindt, waardoor de historische, culturele en economische banden tussen de twee gemeenschappen worden versterkt.